# Николаев, Игорь Иосифович
И́горь Ио́сифович Никола́ев (1924—2013) — советский и российский кинорежиссёр и сценарист. Режиссёр-постановщик Киностудии имени М. Горького.

## Биография
Игорь Николаев родился 30 ноября 1924 года в Москве. В 1942 году был призван в ряды Советской Армии. Окончив в 1943 году Пуховическое пехотное училище, командовал взводом минометчиков на фронтах Великой Отечественной войны. Был дважды ранен. Дошел до Берлина.
После демобилизации из армии в 1946 году поступил во ВГИК, в 1952 году окончил его. По окончании института работал на киностудии «Союзмультфильм» как художник и режиссёр. Уже через год после окончания ВГИКа был главным художником мультипликационного фильма «Полёт на Луну» (реж. З. Брумберг). В течение десяти лет И. Николаев работал художником-постановщиком в фильмах крупнейших режиссёров.
В 1966 году окончил высшие режиссёрские курсы. В качестве второго режиссёра работал над фильмами «Серая болезнь» (1966), «Разбудите Мухина» (1967).
На воспоминаниях Игоря Иосифовича Николаева о Великой Отечественной войне построен документальный фильм из цикла «Моя великая война» (Россия, 2012, реж. А. Зайцев). Кинокартина рассказывает от лица молодого фронтовика-миномётчика И. И. Николаева о жизни на войне, о военном быте, о службе в запасном полку, о форсировании Днепра и о самом страшном, что он увидел на войне, — как сдаются в плен русские солдаты. Официальному, показушному взгляду на войну противопоставляется окопный, реальный.
В своём третьем браке с актрисой Светланой Коноваловой прожил до конца её жизни. Похоронен вместе с ней на Армянском кладбище.

## Признание и награды
- Лауреат премии журнала «Звезда» за 2000 год[5].

## Фильмография
- 1953 — «Полёт на Луну» (художник)
- 1955 — «Остров ошибок» (художник)
- 1956 — «Аист» (главный художник)
- 1957 — «Наше солнце» (художник-постановщик)
- 1958 — «Мальчик из Неаполя» (художник-постановщик)
- 1960 — «Мультипликационный Крокодил № 1» (художник-постановщик)
- 1961 — «Впервые на арене» (художник-постановщик)
- 1961 — «Мультипликационный Крокодил № 5» (художник-постановщик)
- 1962 — «Мир дому твоему» (режиссёр и художник-постановщик)
- 1963 — «Африканская сказка» (режиссёр и автор сценария)
- 1966 — «Буквы из ящика радиста» (сценарист)
- 1968 — «Пробуждение» (киноальманах) Новелла «Баллада о винтовке» (режиссёр)
- 1969 — «Сказка о сказке» (короткометражный) (режиссёр)
- 1973 — «Если это случится с тобой» (режиссёр)
- 1975 — «Эта тревожная зима» (режиссёр)
- 1978 — «Стеклянные бусы» (режиссёр)
- 1983 — «День командира дивизии» (режиссёр)
- 1986 — «Атака» (режиссёр)
- 1992 — «Генерал» (режиссёр, автор сценария и художник-постановщик)